# فصائيل (أمير)
فَصائيل (بالعبرية: פַצָאֵל) (- 40 ق م) هو أمير يهودا من السلالة الهيرودية، وأخو هيرودس الكبير.

## نشأته
ولد فَصائيل في المملكة الحشمونية لعائلة أرستقراطية يهودية من أصل إدومي. والده أنتيباتر الأدومي كان المستشار المقرب للملك هيركانوس الثاني الحشموني، ووالدته أميرة نبطية. وأخوه الأكبر هيرودس.
عينه يوليوس قيصر في منصب وكيل مقاطعة يهودا في الجمهورية الرومانية، فكان فصائيل حاكم القدس، وهيرودس حاكم الجليل.
بينما كان مارك أنطوني في بيثينيا حوالي سنة 41 ق م، وُجهت أمامه اتهامات ضد الأخوين، اللذين كانا بينهم كراهية وكثير من اليهود والكهنة، لكن هيرودس تخلص من التهم المنسوبة إليه. وحاول السنهدرون أن يتخلصوا من هيرودس وفصائيل؛ ووُجهت إليهم اتهامات مرة أخرى أمام أنطوني في أنطاكية، ومرة أخرى برّأهم أنطوني من الاتهامات.

## ثورة أنتيجونوس ضد فصائيل
في هذه الأثناء سعى أنتيجونوس الحشموني للاستيلاء على العرش اليهودي. وفي القدس كانت هناك صراعات متكررة بين الكهنة والأخوين، وفي عيد الأسابيع اليهودي، اشتد الهجوم، ودافع فصائيل عن الجدران، وهيرودس عن القصر، واستعان أنتيجونوس الحشموني بالإمبراطورية البارثية، وهُزم فصائيل وهيرودس وألقي بهما في السجن. انتحر فصائيل وحطمت رأسه، وهرب هيرودس من القدس.

## الإرث
أطلق هيرودس اسم أخيه فصائيل على أحد أبنائه، كما كرم ذكرى شقيقه من خلال تسمية مدينة على اسمه تقع شمال شرق أريحا المعروفة الآن باسم «فصايل» كما أسمى برج قصره في القدس باسم «برج فصايل».